# Десница великого мастера (опера)
Десница великого мастера (груз. დიდოსტატის მარჯვენა) — опера в четырёх действиях Шалвы Мшвелидзе. Либретто Н. Дзидзишвили по одноимённому роману Константина Гамсахурдия.

## История создания
Первая постановка оперы состоялась в Тбилиси, в Тбилисском театре оперы и балета 3 июня 1961 года.

## Действующие лица
- Царь Георгий — баритон[1]
- Арсакидзе — тенор
- Парсман — бас
- Звиад — бас
- Католикос Мелхиседек — тенор
- Мамамзе Эристави, властитель Пхови — бас
- Шорена, его доч — сопрано
- Мать Арсакидзе — меццо-сопрано
- Хевисбери — бас
- Каландаури — баритон
- Запевала — тенор

## Изложение либретто
Против царя Георгия князем Мамамзе Эристави и старейшинами Пхови подготовлен заговор. Георгий узнаёт об этом и вместе с католикосом Мелхиседеком в сопровождении большой свиты прибывает в Пхови.